# 44 كاتس
44 كاتس (بالإيطالية: 44 Gatti)‏ هو مسلسل رسوم متحركة إيطالي بث على مختلف قنوات كرتون نتورك وبوينغ ويعد الآن جزء من فقرة كارتونيتو على قناة كرتون نتورك بالعربية.

## القصة
يتكلم المسلسل عن أربعة قطط أصدقاء يسكنون مع جدة في بيت واسع شبيه بالقصر والهررة الأربعة هي ليمبو، بيلو، ميلادي، ميتبول، في مدينة يوجد بها 44 هر مختلف، ويعد ليمبو وأصدقائه من أكثر الهررة معرفة في المدينة ويقومون بعزف الموسيقى في مرئب البيت حيث غرفتهم وتقوم الهررة بالعديد من المغامرات المضحكة والمثيرة.

## حلقات

### الموسم الثاني
معرض فني في المنزل
البحث عن الموهبة
تيري هر الإطفاء
ضيفة في المنزل
لغز الهر الشبح
البحث عن الكنز طيرانا
سن بيلو
لامبو بطل الغولف
يوم الأعمال الجيدة للهررة
سباق السكوتر السنوي
عالم بالمقلوب
لعبة الهررة والألوان
تحدي أفضل كلب
تحضير السوشي
في الغرب الموحشة
وحش هالوين
مارا فرس النهر
رحلة مع العم كريغ
ايدا الهرة الروبوت
الفئران الهاربة
البحث عن الكنز
عيد ميلاد الجدة بينا
عرض هر فو
مباراة في كرة الفرو
ميتبول هر البريد
يوم ماطر
البحث
كارثة كريسماس
بلوندي الهرة الجاسوسة
جانغل الهر البري
العاب الهررة الشتوية
مهمة تنظيف المياه
أبطال المزرعة
مهمة إنقاذ في الفضاء
الترشح للأنتخابات
تيري الهر الشرطي
حفلة الربيع
حفلة مفاجئة
هر الجليد
الهر المقنع
البحث عن المكون السري
سبيدي جيز
الهر بالحذاء
شبح القطار
في العالم المقلوب
تشجو تشجو
مقايضة العجلة بلعبة
ثلاث قطط وقطط
الهر تشارلي
مسابقة الطائرات الورقية
مسابقة الهولا هوب
أطول هامبرغب في العالم

## الشخصيات

### الشخصيات الرئيسية
ليمبو: هو قط برتقالي وازرق اللون وهو قائد فرقته الموسيقية والتي تسمى بهررة بفي، هو مغرور ومتفاخر ومتهور بعض الشيء إلا أنه طيب يحب المساعدة كثيرا وقوته تكمن في شاربيه الذين يرشدانه إلى الاتجاه الصحيح في حال التتبع أو المطاردة أو البحث وهو عازف الجيتار والمغني في الفرقة.
ميلادي: هي قطة بيضاء اللون وهي ذكية ولطيفة جدا وتجيد الكونغ فو وهي شجاعة تقريبا، وهي عازفة الكيتار في فرقة هررة بفي وتمتلك سيارة صغيرة صنعتها مع أصدقائها، قوتها تكمن في فرائها الذي يكشف الكذب والحقيقة عندما يتغير لونه من الأبيض إلى الوردي.
بيلو: هي أصغر قطة من حيث العمر في القصة خيالها واسع ولونها بني فاتح وابيض، وهي عازفة الطبول في الفرقة وتحب بيلو اللعب كثيرا خاصة لعب الكرة التي هي لعبة رفاقها، قوتها تكمن في عينيها التان تستخدمها لخداع الأعداء عند الحاجة.
ميتبول: هو قط لونها برتقالي متوسط الغمق وأبيض وهو سمين للغاية ويحب الطعام كثيرا خاصة المعكرونة وكرات اللحم وهي الاكلة التي تمنح هررة بافي القوة المؤقتة إذا كانت من صنع الجدة بينا التي ترعاهم، ميتبول هو عازف البيانو المحمول في الفرقة وقوته تكمن في معدته التي تدق عندما يصبح الخطر قريبا أو عندما يقترب الأعداء، ويعني أسم ميتبول حرفيا باللغة الإنجليزية كرات اللحم.

### الشخصيات الثانوية
بوس: هو جار هررة بفي وهو هر برتقالي ويكون عدوهم اللدود لديه صديقان هما بلستر وسكاب ويسكن بوس ورفاقه في منزل جار الجدة بينا وهو شخص ثري جدا يكره الهررة ويزعجهم.
بلستر: هو أحد أصدقاء بوس.
سكاب: هو أحد أصدقاء بوس وبلستر.
غافي: هي الهرة الصحافية في المدينة وتسكن تحت سيارة محطمة تقع امام منزل هررة بافي وهي تساعدهم في اعمالهم.
اولمبيو: هو الهر الرياضي في المدينة وكان يكره ليمبو ورفاقه لكنه احبهم عندما انقذه ليمبو من السقوط من اعلى برج تسلق رياضي وهو مغرور قليلا.
غاس: هو هر يعيش في القمامة وهو كريه الرائحة كثيرا.
الهر النينجا(كيتو): هو هر الفنون القتالية الذي علم ميلادي الفنون القتالية منذ صغرها.
الهر العالم(أديسون): هو هر عالم ويقوم بأختراع أختراعات اخترعها البشر.
الهر الميكانيكي(Wrench): هو القط القادر على اصلاح كل شيء ويساعد هررة بافي دائما عندما يطلبون ذلك ولا يطيق النظر إلى شيء مكسور.
الجدة بينا: هي الجدة العجوزة التي ترعى هررة بافي وتحبهم كثيرا وتكره جارها كثيرا.
صائد الهررة: هو الشخص المخيف الذي يقوم بصيد الهررة لغرض أفزاعها وتقليل عددها ويمتلك مساعد.

## الأصوات العربية
- رانيا مروة - ليمبو، بيلو، سكاب
- ألين سعادة - ليمبو (الصوت الثاني)

- ندى نصر - ميلادي
- حسان حمدان - ميتبول
- حسن مهدي - العديد من الأدوار
- رالين داغر - العديد من الأدوار
- جيهان الملا - الجدة بينا
- جورج طويل
- رنا الرفاعي
- عماد الرفاعي
- أحمد أبو علي
- محمد يوسف

- حسن المصري - العديد من الأدوار

- سيلفانا فلفلة - بيلو (الصوت الثاني)

## البث
في سبتمبر 2018، أُعلن أن المسلسل سيُعرض لأول مرة على قناة Rai YoYo في إيطاليا في 12 نوفمبر 2018. وفي مايو 2018، تم الإعلان عن بث العرض على قنوات نيكلوديون الدولية المختلفة. تمت إضافة الموسم الأول إلى نتفليكس في 1 مايو 2020.